# Lutz Götze
Lutz Götze (* 27. September 1943 in Schleffin in Pommern) ist ein deutscher Germanist und Sprachwissenschaftler.

## Leben
Er studierte von 1961 bis 1966 Germanistik, Anglistik und Niederlandistik an der Karl-Marx-Universität Leipzig, war dann Lektor für deutsche Sprache in Conakry (Republik Guinea). Nach seiner Flucht in die Bundesrepublik war er von 1968 bis 1981Mitarbeiter des Goethe-Instituts München. 1978 erfolgte die Promotion zum Dr. phil. an der Albrecht-Ludwig-Universität Freiburg im Breisgau (Thema „Valenzbeschreibung deutscher Verben und Adjektive“). Er erhielt 1981 einen Ruf an die Ruhr-Universität Bochum. Er war von 1992 bis 2008 Professor für Deutsch als Fremdsprache an der Universität des Saarlandes. Götzes Schwerpunkte sind funktionale Grammatik; Kulturtheorie, Hirnforschung und Spracherwerb; interkulturelles Lernen; Rechtschreibung der deutschen Sprache. Er ist Mitglied des P.E.N. International und vertrat das PEN-Zentrum Deutschland bis 2025 im Rat für deutsche Rechtschreibung.
Er ist Ehrenvorsitzender des Sprachenrates Saar (ebenso Prof. Albert Raasch).